# Luz García
Luz Margarita Cecilia García Guzmán (nacida el 15 de abril de 1977 en Moca), conocida como Luz García, es una presentadora de televisión, actriz y modelo dominicana
.

## Carrera

### Modelaje
García empezó su carrera en Puerto Rico como modelo bajo el nombre Lucy Amado, luego se trasladó a la República Dominicana donde participó en el concurso Miss República Dominicana 1999, ganando la corona nacional y representando su país en Miss Universo; más tarde volvió a representar el país en Miss Mundo.

### Televisión
- Vale Más (1996-2000)
- Hola Gente (2000-2001)
- El Show del Mediodía (2001-2002)
- Formalmente Informal (2002)
- El Escándalo del 13 (2003-2004)
- Todos Bien (2006-2008)
- Noche de Luz (2004-presente)

### Radio
- Botando el Golpe (2003)

### Actuación
Cine
- El rey de najayo -2012
- El que mucho abarca -2014

Teatro
- Prefiero un marido infiel -2002
- El búho y la gatica -2003
- ¿Qué sexo prefiere Javier? -2005
- Mujeres en cuatro posiciones -2006
- Orgasmos -2007
- Malas ( La Comedia)

## Vida personal
En abril de 2008 contrajo matrimonio con el militar y exministro de las Fuerzas Armadas Dominicana José Miguel Soto Jiménez en una villa en La Romana. La pareja tuvo un hijo, Miguel Ángel (nacido en 2010) y se divorció en 2011.
Durante 2012, García estuvo vinculada sentimentalmente con el periodista y poeta dominicano Pablo McKinney.